# Сэмпсон, Ральф
Ральф Ли Сэмпсон-младший (англ. Ralph Lee Sampson, Jr.; родился 7 июля 1960 года в Гаррисонберге, Виргиния) — американский профессиональный баскетболист и тренер. Член Зала славы баскетбола с 2012 года.

## Карьера игрока
Играл на позиции центрового и тяжёлого форварда. Учился в Университете Виргинии, в 1983 году был выбран на драфте НБА под 1-м номером командой «Хьюстон Рокетс». Позже выступал за команды «Голден Стэйт Уорриорз», «Сакраменто Кингз», «Вашингтон Буллетс», «Уникаха Ронда» и «Рокфорд Лайтнинг». Всего в НБА провёл 9 сезонов. Четыре раза принимал участие в матче всех звёзд НБА (1984—1987). В 1985 году признавался MVP матча всех звёзд НБА. Становился лауреатом Приза Нейсмита (1981—1983), Приза имени Джона Вудена (1982—1983), Приза имени Оскара Робертсона (1981—1983) и Приза имени Адольфа Раппа (1981—1983), а также признавался баскетболистом года среди студентов по версии UPI (1981—1983), Sporting News (1982), Associated Press (1981—1983) и NABC (1982—1983). Включался в 1-ю сборную новичков НБА (1984). В 1984 году признавался новичком года НБА. Один раз включался во 2-ю сборную всех звёзд НБА (1985). Три года подряд включался в 1-ю всеамериканскую сборную NCAA (1981—1983), а также признавался баскетболистом года среди студентов конференции Atlantic Coast (1981—1983). Всего за карьеру в НБА сыграл 456 игр, в которых набрал 7039 очков (в среднем 15,4 за игру), сделал 4011 подборов, 1038 передач, 390 перехватов и 752 блок-шота. 7 сентября 2012 года Сэмпсон был введён в Зал славы баскетбола.

## Карьера в сборной США
В 1979 году Сэмпсон стал в составе сборной США чемпионом Панамериканских игр в Сан-Хуане.

## Карьера тренера
После завершения профессиональной карьеры игрока тренировал команду «Ричмонд Ритм» (ИБЛ). В октябре 2012 года Сэмпсон присоединился к штабу по развитию игроков «Финикс Санз». В июне 2013 года Сэмпсон объявил, что не вернется на должность помощника главного тренера.

## Личная жизнь
У Сэмпсона четверо детей от бывшей жены. Их старший сын, Ральф III, играл в баскетбол за команду «Миннесота». Их младший сын, Роберт, перевелся в команду «Джорджия Тек» после того, как первые три сезона (2010-2013) играл в баскетбол за команду университета «Восточной Каролины» У них две дочери: Рейчел, которая окончила Стэнфордский университет и работает на ESPN, и Анна.
У Сэмпсона есть еще четверо детей от четырех женщин,  включая дочерей по имени Лия и Индия.

## Статистика

### Статистика в НБА
| Сезон                                                                                    | Команда      | Регулярный сезон | Регулярный сезон | Регулярный сезон | Регулярный сезон | Регулярный сезон | Регулярный сезон | Регулярный сезон | Регулярный сезон | Регулярный сезон | Регулярный сезон | Регулярный сезон | Серия плей-офф | Серия плей-офф | Серия плей-офф | Серия плей-офф | Серия плей-офф | Серия плей-офф | Серия плей-офф | Серия плей-офф | Серия плей-офф | Серия плей-офф | Серия плей-офф |
| Сезон                                                                                    | Команда      | GP               | GS               | MPG              | FG%              | 3P%              | FT%              | RPG              | APG              | SPG              | BPG              | PPG              | GP             | GS             | MPG            | FG%            | 3P%            | FT%            | RPG            | APG            | SPG            | BPG            | PPG            |
| ---------------------------------------------------------------------------------------- | ------------ | ---------------- | ---------------- | ---------------- | ---------------- | ---------------- | ---------------- | ---------------- | ---------------- | ---------------- | ---------------- | ---------------- | -------------- | -------------- | -------------- | -------------- | -------------- | -------------- | -------------- | -------------- | -------------- | -------------- | -------------- |
| 1983/84                                                                                  | Хьюстон      | 82               | 82               | 32,8             | 52,3             | 25,0             | 66,1             | 11,1             | 2,0              | 0,9              | 2,4              | 21,0             | Не участвовал  | Не участвовал  | Не участвовал  | Не участвовал  | Не участвовал  | Не участвовал  | Не участвовал  | Не участвовал  | Не участвовал  | Не участвовал  | Не участвовал  |
| 1984/85                                                                                  | Хьюстон      | 82               | 82               | 37,6             | 50,2             | 0,0              | 67,6             | 10,4             | 2,7              | 1,0              | 2,0              | 22,1             | 5              | 5              | 38,6           | 43,0           | 100,0          | 51,4           | 16,6           | 1,4            | 0,4            | 1,6            | 21,2           |
| 1985/86                                                                                  | Хьюстон      | 79               | 76               | 36,3             | 48,8             | 13,3             | 64,1             | 11,1             | 3,6              | 1,3              | 1,6              | 18,9             | 20             | 20             | 37,1           | 51,8           | 100,0          | 72,9           | 10,8           | 4,0            | 1,5            | 1,8            | 20,0           |
| 1986/87                                                                                  | Хьюстон      | 43               | 32               | 30,8             | 48,9             | 0,0              | 62,4             | 8,6              | 2,8              | 0,9              | 1,3              | 15,6             | 10             | 10             | 33,0           | 51,4           | 50,0           | 81,4           | 8,8            | 2,1            | 0,2            | 1,2            | 18,6           |
| 1987/88                                                                                  | Хьюстон      | 19               | 19               | 37,1             | 43,9             | 33,3             | 74,1             | 9,1              | 1,9              | 0,9              | 1,7              | 15,9             | Не участвовал  | Не участвовал  | Не участвовал  | Не участвовал  | Не участвовал  | Не участвовал  | Не участвовал  | Не участвовал  | Не участвовал  | Не участвовал  | Не участвовал  |
| 1987/88                                                                                  | Голден Стэйт | 29               | 25               | 33,0             | 43,8             | 0,0              | 77,5             | 10,0             | 2,9              | 0,8              | 1,9              | 15,4             | Не участвовал  | Не участвовал  | Не участвовал  | Не участвовал  | Не участвовал  | Не участвовал  | Не участвовал  | Не участвовал  | Не участвовал  | Не участвовал  | Не участвовал  |
| 1988/89                                                                                  | Голден Стэйт | 61               | 36               | 17,8             | 44,9             | 37,5             | 65,3             | 5,0              | 1,3              | 0,5              | 1,1              | 6,4              | 3              | 1              | 14,3           | 40,9           | 0,0            | 50,0           | 4,7            | 0,3            | 0,3            | 0,7            | 6,7            |
| 1989/90                                                                                  | Сакраменто   | 26               | 7                | 16,0             | 37,2             | 25,0             | 52,2             | 3,2              | 1,1              | 0,5              | 0,8              | 4,2              | Не участвовал  | Не участвовал  | Не участвовал  | Не участвовал  | Не участвовал  | Не участвовал  | Не участвовал  | Не участвовал  | Не участвовал  | Не участвовал  | Не участвовал  |
| 1990/91                                                                                  | Сакраменто   | 25               | 4                | 13,9             | 36,6             | 20,0             | 26,3             | 4,4              | 0,7              | 0,4              | 0,7              | 3,0              | Не участвовал  | Не участвовал  | Не участвовал  | Не участвовал  | Не участвовал  | Не участвовал  | Не участвовал  | Не участвовал  | Не участвовал  | Не участвовал  | Не участвовал  |
| 1991/92                                                                                  | Вашингтон    | 10               | 0                | 10,8             | 31,0             | 0,0              | 66,7             | 3,0              | 0,4              | 0,3              | 0,8              | 2,2              | Не участвовал  | Не участвовал  | Не участвовал  | Не участвовал  | Не участвовал  | Не участвовал  | Не участвовал  | Не участвовал  | Не участвовал  | Не участвовал  | Не участвовал  |
|                                                                                          | Всего        | 456              | 363              | 29,8             | 48,6             | 17,2             | 66,1             | 8,8              | 2,3              | 0,9              | 1,6              | 15,4             | 38             | 36             | 34,4           | 49,7           | 37,5           | 70,3           | 10,5           | 2,9            | 0,9            | 1,5            | 18,7           |
| Наведите курсор мыши на аббревиатуры в заголовке таблицы, чтобы прочесть их расшифровку. |              |                  |                  |                  |                  |                  |                  |                  |                  |                  |                  |                  |                |                |                |                |                |                |                |                |                |                |                |